# Пириш Кабрал, Руй
Руй Пириш Кабрал (порт. Rui Pires Cabral; род. 1 октября 1967, Шасин) — португальский поэт и переводчик.

## Биография
Сын поэта и прозаика Антониу Мануэла Пириша Кабрала. Родился на севере Португалии, в поселке, который лишь в 1969 г. стал городом. Изучал историю и археологию в университете Порту. В студенческие годы был вовлечен в политику. Первая книга стихов вышла в 1985 г. С 1995 г. живет в Лиссабоне, публикует переводы с английского (Майкл Каннингем и др.). В 2016 г. удостоен Большой премии литературного перевода за перевод книги испанского писателя Рафаэля Чирбеса.

## Творчество
Один из наиболее заметных поэтов 1990-х годов. Его стихи представлены во всех антологиях португальской поэзии, вышедших в последнее десятилетие.
В рецензии на книгу «Morada» Хоана Эмидио Маркес пишет: «Руи Пирес Кабрал попал в волну новых голосов, которые стремились натуралистически отобразить городскую реальность конца тысячелетия, неизбежно разочарованную, депрессивную, где поэтам ничего не оставалось, как предаться декадансу и меланхолии»

## Книги стихов
- Qualquer coisa estranha (1985)
- Pensão Bellinzona e Outros Poemas (1994)
- Geografia das Estações (1994)
- A Super-Realidade (1995)
- Música Antológica & Onze Cidades (1997)
- Praças e Quintais (2003)
- Longe da Aldeia (2005)
- Capitais da Solidão (2006)
- Oráculos de cabeceira (2009)